# شکست‌ناپذیر (تله‌فیلم ۲۰۰۱)
شکست‌ناپذیر (به انگلیسی: Invincible) یک فیلم رزمی و فانتزی آمریکایی محصول سال ۲۰۰۱ با بازی بیلی زین و دامینیک پرسل به کارگردانی جفری لوی است.

## داستان
در دنیایی تاریک، مردان سایه به عنوان موجوداتی ابدی از ظلمت و نابودی حکمرانی می‌کنند. اُس، یکی از این مردان سایه، در مواجهه با جنگجوی سفید - تجسم نور و روشنایی - با انتخاب دشواری روبرو می‌شود: تغییر مسیر یا نابودی. جنگجوی سفید با قدرت بی‌نظیر عشق، قلب اُس را دگرگون می‌کند و مأموریتی خطیر به او می‌سپارد: یافتن پنج جنگجویی که هر کدام نماد یکی از عناصر پنجگانه هستند تا جهان را از چنگال مردان سایه و رهبر شرورشان، اسلیت، نجات دهند.
اُس سفری پرخطر را برای یافتن این محافظان آغاز می‌کند. نخستین آنها ری جکسون است، سربازی جوان و بی‌پروای آفریقایی-آمریکایی که به تازگی از ارتش اخراج شده و تجسم عنصر آتش است. مایکل فو، محافظ چینی که مسئولیت حفاظت از شاهد پرونده‌ای مهم را بر عهده دارد، نماد عنصر آب است. سرنا بلو، افسر پلیسی که درگیر تحقیقات درباره یک کارتل مواد مخدر آسیایی است، تجسم عنصر هواست. و کیت گریدی، رابین هود مدرن استرالیایی که از ثروتمندان می‌دزدد تا به نیازمندان کمک کند، نماینده عنصر فلز است.
اُس این چهار جنگجو را زیر پرورش می‌گیرد و به آنها می‌آموزد چگونه از قدرت‌های فوق‌بشری خود شامل توانایی‌های جسمانی خارق‌العاده و آگاهی روانی استفاده کنند. زمان به سرعت می‌گذرد چرا که مردان سایه از حضور آنها باخبر شده‌اند. اسلیت موفق به یافتن لوحی باستانی شده که گفته می‌شود حاوی نیروی کیهانی است و قصد دارد با گشودن درگاهی به دنیای اصلی مردان سایه، جهان را به نابودی بکشاند.
در نبردی حماسی و سرنوشت‌ساز، چهار جنگجو با استفاده از سلاح‌های اسرارآمیزی که اُس به آنها داده، توفانی از رعد و برق می‌آفرینند که مردان سایه را برای همیشه نابود می‌کند. اُس در رویارویی نهایی با اسلیت، همان قدرت عشقی را که جنگجوی سفید به او آموخته بود به کار می‌گیرد و قلب رهبر مردان سایه را نیز لمس می‌کند. با بسته شدن درگاه و شکستن لوح باستانی، تهدید از بین می‌رود.
در پایان، اسلیت که به انسانی معمولی تبدیل شده، با بخشش جنگجویان می‌رود. اُس به یارانش می‌گوید که باید به جستجوی دیگر جنگجویان بپردازند، سپس خود به نور محض تبدیل شده و ناپدید می‌شود. داستان با تصویری به یادماندنی از چهار جنگجو که به سوی طلوع خورشید گام برمی‌دارند و صدای اُس در ذهنشان طنین‌انداز است، به پایان می‌رسد. این روایت تمثیلی زیبا از نبرد همیشگی نور و تاریکی، قدرت تحول درونی و اهمیت همبستگی در برابر نیروهای اهریمنی است.